# Styx (banda)
Styx es una banda de rock estadounidense formada en Chicago, Illinois, como “The Tradewinds”.
El grupo se caracteriza por combinar elementos del rock progresivo, el hard rock, el AOR y la power ballad.
La banda logró reconocimiento mundial por las siguientes canciones que ingresaron en el Top 10 de Billboard: "Lady", "Come Sail Away", "Babe", "The Best of Times", "Too Much Time on My Hands", "Mr. Roboto", "Don't Let It End" y "Show Me the Way". Otras canciones notables de la agrupación incluyen a "Renegade", "The Grand Illusion", "Blue Collar Man", "Crystal Ball", "Fooling Yourself (The Angry Young Man)", "Rockin' the Paradise", "Boat on the River" y "Suite Madame Blue". Styx alcanzó la cifra de cuatro álbumes consecutivos certificados multiplatino por la RIAA. De sus ocho sencillos Top 10, siete fueron escritos y cantados por el músico fundador Dennis DeYoung, incluyendo el número uno, "Babe". DeYoung abandonó la agrupación definitivamente en 1999 después de ser despedido por los guitarristas James "J.Y." Young y Tommy Shaw en una agria disputa.

## Historia

### Inicios
La formación inicial del grupo incluyó a los hermanos Chuck y John Panozzo en la guitarra y batería, respectivamente; y a Dennis DeYoung como vocalista, pianista, teclista, y acordeonista, comenzando como The Tradewinds hacia 1961. 
En 1965 cambiaron su nombre brevemente a "TW4", Chuck se cambió al bajo y guitarra y la banda sumó a los guitarristas-vocalistas James "J.Y." Young y John Curulewski. 
Con esta formación, decidieron elegir un nuevo nombre para la banda en 1972, cuando firmaron con Wooden Nickel Records; varias sugerencias fueron hechas y, comenta DeYoung, Styx fue elegido porque era "el único nombre que ninguno de nosotros odiaba".

### Primeros álbumes
Las grabaciones de la banda en Wooden Nickel Records; Styx (1972), Styx II (1973), The Serpent Is Rising (también 1973) y Man of Miracles (1974) fueron una mezcla de rock duro con florituras dramáticas del prog-rock y aspiraciones de art-rock.
The Serpent Is Rising iría delineando los futuros emprendimientos de la banda -los así llamados álbumes conceptuales serían el medio en el cual Styx basaría sus grandes éxitos de los años 80.
"Krakatoa", un corte más hablado que cantado del disco The Serpent Is Rising serviría de inspiración a George Lucas para la creación del audio logo de THX.
La energía de estos lanzamientos y las constantes presentaciones en clubes y escuelas ganaron a la banda fanáticos establecidos mayormente alrededor del área de Chicago, sin poder irrumpir en las corrientes más grandes de público hasta que la balada "Lady" -una canción del álbum Styx II- empezó a sonar más a menudo por radio, primero en la WSL de Chicago y después en todo el país. Para la primavera de 1975, cerca de dos años después del lanzamiento del álbum, "Lady" alcanzó los top-ten y Styx II fue certificado disco de oro poco después.
En 1975 la banda firma con A&M y graban Equinox, que sería el último álbum con la alineación original, ya que Curulewski deja el grupo. Después de una frenética búsqueda de un reemplazante, finalmente contratan a Tommy Shaw, un guitarrista originario de Montgomery, Alabama, de 22 años.

### Consagración y década de 1980
Con la nueva formación graban Crystal Ball (1976), que se convierte en un presagio de lo que va a venir con The Grand Illusion (1977) y con clásicos como el que le da título al álbum, cantado por DeYoung, y "Fooling Yourself", de Shaw.
Tras el enorme éxito de este trabajo, la banda edita otro excepcional disco, Pieces of Eight (1978), que también se convierte en un material exitoso, de la mano de canciones como la que le da título, de DeYoung, y también "Blue Collar Man", "Renegade" y "Sing for the Day", todas estas compuestas por Tommy Shaw.
En 1979 continúa la racha de buena suerte para la banda de la mano de la edición de Cornerstone, disco que se compone de otras grandes canciones, como "Borrowed Time" (DeYoung) y "Boat on the River" (Shaw), pero la canción "Babe" fue la que llevó a la banda al número uno de los charts.
En enero de 1981 lanzan el álbum conceptual Paradise Theatre. La obra hace un recuento ficticio de la vida del Paradise Theater de Chicago, desde el momento de su apertura hasta su cierre final y posterior abandono. El concepto del álbum es a menudo utilizado como una metáfora para los cambiantes tiempos en Norteamérica, desde la segunda mitad de los años 1970 hasta bien entrados los años 1980. "The Best of Times", compuesta por Dennis DeYoung, logró el tercer puesto en los Billboard Hot 100, y "Too Much Time on My Hands", compuesta por Tommy Shaw, logró un noveno lugar en la misma lista, el único top 10 de Shaw para Styx, mientras que "Rockin' the Paradise" escrita por DeYoung, Shaw y James Young, trepó a lo más alto del Top Rock Track Chart, logrando la primera posición.
La canción "Snowblind" (textos de Young, música de Young y DeYoung) relataba un serio episodio de adicción a las drogas y generó una dura polémica, siendo la banda acusada de redactar mensajes ocultos en el corte y logrando la calificación de "satanista" por la organización PMRC liderada por Tipper Gore. 
Todas las acusaciones fueron férreamente negadas por los compositores de la canción.
Esta controversial obra se convirtió en el único álbum de Styx en llegar al tope de las listas, logrando el cuarto disco consecutivo triple platino para el grupo.
La banda es recordada también por otro de sus grandes éxitos populares, la canción "Mr. Roboto", del álbum Kilroy Was Here, trabajo musical con un concepto de rock-ópera, lanzado en febrero de 1983. El título de la canción se origina de un famoso grafiti.
Tras el lanzamiento del álbum, la banda se embarcó en una gira por Estados Unidos, que quedó documentada en un video y un doble disco en vivo, Caught in the Act.
Ciertas tensiones en la banda hicieron que la misma se disolviese hacia 1984, coincidiendo con la edición del disco en directo. 
En tanto, Dennis DeYoung y Tommy Shaw publicaron sus respectivos discos solistas, Desert Moon y Girls With Guns.

### Años 1990 y 2000

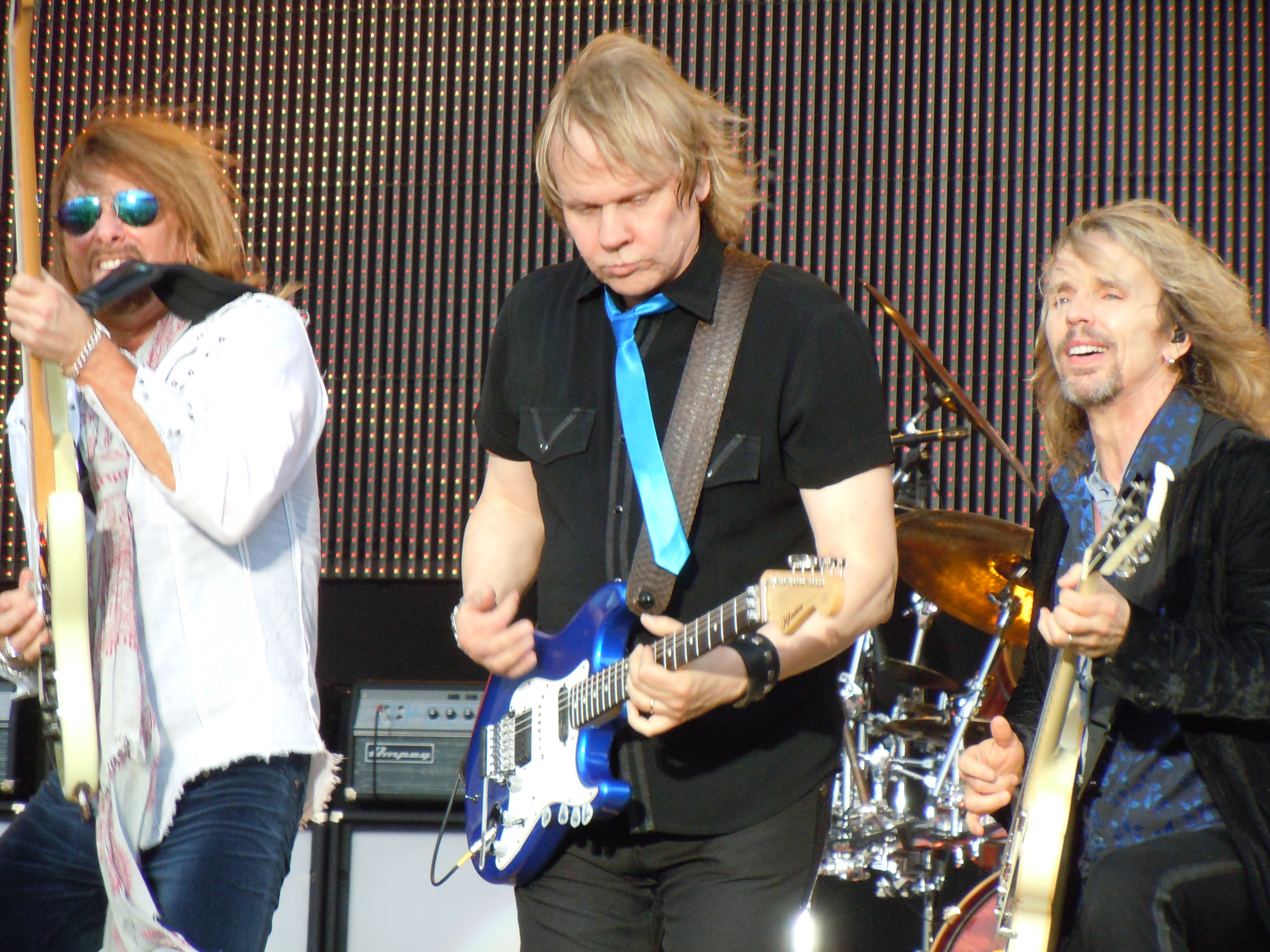
Styx en 2010.

En 1989 la banda se reformó, con el guitarrista Glen Burtnik en lugar de Tommy Shaw, lanzando un nuevo álbum, Edge of the Century (1990), el cual incluyó el hit "Show Me the Way", una balada de Dennis DeYoung que recibió masiva difusión radial, sin embargo la banda se volvió a separar en 1992, tras la gira de presentación del disco.
Luego de varias reagrupaciones y eventuales giras por los Estados Unidos, Styx edita el álbum Brave New World en 1999, que marca el regreso de Tommy Shaw, y la inclusión del batería Todd Sucherman en lugar de John Panozzo, fallecido en 1996, no obstante la reunión duraría poco, debido a la mala relación de algunos de los miembros del grupo.
Por esta época el bajista Chuck Panozzo revela su batalla contra el sida, por estos problemas de salud Panozzo no sería de la partida en el siguiente álbum de Styx: Cyclorama de 2003, siendo reemplazado por Glen Burtnik.
En el año 2005 el grupo realizó un álbum de "covers" titulado Big Bang Theory, donde versionaron temas de The Beatles, The Who, Jimi Hendrix y Jethro Tull, entre otros.

### Actualidad

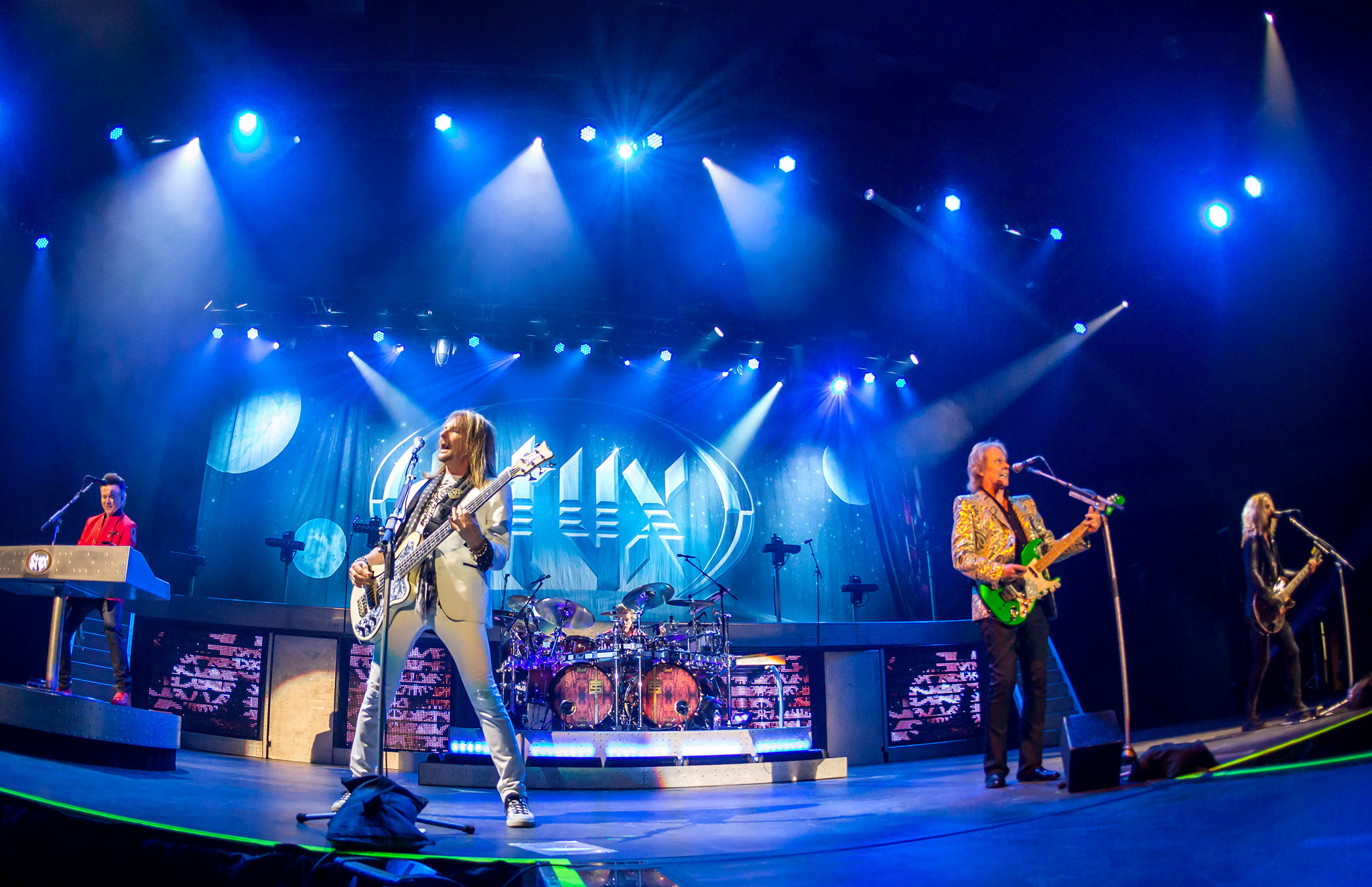
Styx en 2017.

Doce años después del lanzamiento de Big Bang Theory, Styx regresó al estudio para grabar una nueva producción discográfica, The Mission. Publicado el 16 de junio de 2017, el disco alcanzó la posición número 45 en la lista Billboard 200. Participaron en la grabación Tommy Shaw, James Young, Chuck Panozzo, Todd Sucherman y los nuevos integrantes Ricky Phillips y Lawrence Gowan.
Dennis DeYoung continúa realizando presentaciones con los músicos August Zadra y Jimmy Leahey (guitarras), Craig Carter (bajo y voz), Tom Sharpe (batería), John Blasucci (teclados) y Suzanne DeYoung (coros) bajo el nombre "Dennis DeYoung: the Music of Styx". Sin embargo, DeYoung ha declarado en varias oportunidades que no cierra la puerta de una posible reunión con sus compañeros de Styx.

## Músicos

### Actuales
- Chuck Panozzo – bajo, coros (1972–1984, 1990–1991, 1995–presente)
- James "J.Y." Young – guitarra, voz (1972–1984, 1990–1991, 1995–presente)
- Tommy Shaw – guitarra, voz (1975–1984, 1995–presente)
- Todd Sucherman – batería (1995–presente)
- Lawrence Gowan – voz, teclados (1999–presente)
- Ricky Phillips – bajo, guitarra coros (2003–presente)

### Anteriores
- Dennis DeYoung – voz, teclados (1972–1984, 1990–1991, 1995–1999)
- John Panozzo – batería (1972–1984, 1990–1991; fallecido en 1996)
- John "J.C." Curulewski – guitarra, voz, teclados (1972–1975; fallecido en 1988)
- Glen Burtnik – guitarra, coros (1990–1991, 1999-2003); bajo (1999–2003)

## Discografía

### Álbumes de estudio
- Styx. Wooden Nickel (septiembre de 1971)
- Styx II. Wooden Nickel (julio de 1972)- POP #20 (RIAA: Oro)
- The Serpent Is Rising. Wooden Nickel (febrero de 1973) - POP #192
- Man of Miracles. Wooden Nickel (noviembre de 1974) - POP #154
- Equinox. A&M (diciembre de 1975) - POP #58 (RIAA: Oro)
- Crystal Ball. A&M (octubre de 1976) - POP #66 (RIAA: Oro)
- The Grand Illusion. A&M (julio de 1977) - POP #6 (RIAA: 3xPlatino)
- Pieces of Eight. A&M (septiembre de 1978) - POP #6 (RIAA: 3xPlatino)
- Cornerstone. A&M (octubre de 1979) - POP #2; UK #36 (RIAA: 2xPlatino)
- Paradise Theatre. A&M (enero de 1981) - POP #1; UK #8 (RIAA: 3xPlatino)
- Kilroy Was Here. A&M (febrero de 1983) - POP #3; UK #67 (RIAA: Platino)
- Edge of the Century. A&M (octubre de 1990) - POP #63 (RIAA: Oro)
- Brave New World. CMC International (junio de 1999) - POP #175
- Cyclorama. Sanctuary/CMC International (febrero de 2003) - POP #127
- Big Bang Theory. New Door (mayo de 2005) - POP #46
- The Mission. Alpha Dog 2T/UME (junio de 2017)
- Crash Of The Crown . Universal Music Group (julio de 2021)
- Circling From Above. Universal Music Enterprise. (19/07/25).

### En vivo
- Caught in the Act. A&M (abril de 1984) - POP #31; UK #44
- Return to Paradise. CMC International (mayo de 1997) - POP #139 (RIAA: Oro)
- Arch Allies: Live At Riverport. Sanctuary Records (septiembre de 2000)
- Styx World: Live 2001. CMC International (junio de 2001)
- At The River's Edge: Live In St. Louis. Sanctuary (julio de 2002)
- 21st Century Live. Sanctuary (octubre de 2003)
- One With Everything: Styx and The Contemporary Youth Orchestra. Frontiers (noviembre de 2006)

### Compilados
- Best of Styx. Wooden Nickel (1977) (RIAA: Oro)
- Lady. RCA (1980)
- Styx Classics Volume 15. A&M (1987) (RIAA: Oro)
- Styx Greatest Hits. A&M (agosto de 1995) - POP #138 (RIAA: 2xPlatino)
- The Best of Times: The Best of Styx. A&M (1997)
- Come Sail Away - The Styx Anthology. A&M (mayo de 2004) - POP #136